# Монровія
Монро́вія (англ. Monrovia) — столиця та найбільше місто Ліберії, адміністративний центр графства Монтсеррадо.  Монровія була заснована у 1822 році звільненими з рабства чорношкірими, що переселилися зі США (названа на честь тодішнього президента Сполучених Штатів Джеймса Монро). Місто перетворилося згодом у процвітаючий торговий центр з двома міжнародними аеропортами й морським портом, вантажообіг якого становить близько 12 млн тонн на рік. Сьогодні нащадки звільнених рабів є всього лише меншостями в етнічній розмаїтості столиці, однак американські чорношкірі дуже впливають на політичне, культурне й громадське життя Монровії.

## Географія
Монровія розташована на узбережжі Атлантичного океану в штучній бухті на мисі Месурадо у гирлі річки Сент-Пол, на північному заході Ліберії.

## Клімат
Монровія знаходиться у зоні тропічних мусонів. Найтепліший місяць — лютий з середньою температурою 27.8 °C (82 °F). Найхолодніший місяць — серпень, з середньою температурою 25 °С (77 °F).
| Клімат Монровії         | Клімат Монровії | Клімат Монровії | Клімат Монровії | Клімат Монровії | Клімат Монровії | Клімат Монровії | Клімат Монровії | Клімат Монровії | Клімат Монровії | Клімат Монровії | Клімат Монровії | Клімат Монровії | Клімат Монровії |
| Показник                | Січ.            | Лют.            | Бер.            | Квіт.           | Трав.           | Черв.           | Лип.            | Серп.           | Вер.            | Жовт.           | Лист.           | Груд.           | Рік             |
| Абсолютний максимум, °C | 35              | 37              | 45              | 46              | 40              | 33              | 42              | 35              | 32              | 37              | 42              | 37              | 46              |
| Середній максимум, °C   | 30              | 31              | 31              | 31              | 30              | 28              | 27              | 26              | 27              | 28              | 30              | 30              | 29              |
| Середня температура, °C | 26              | 27              | 27              | 27              | 27              | 26              | 25              | 25              | 25              | 26              | 27              | 26              | 26              |
| Середній мінімум, °C    | 23              | 23              | 24              | 25              | 24              | 23              | 23              | 23              | 23              | 23              | 23              | 23              | 23              |
| Абсолютний мінімум, °C  | 15              | 17              | 17              | 21              | 20              | 20              | 20              | 20              | 17              | 20              | 20              | 16              | 15              |
| Днів з опадами          | 1               | 3               | 4               | 7               | 13              | 19              | 21              | 23              | 22              | 17              | 9               | 3               | 142             |
| Днів з дощем            | 1               | 3               | 4               | 7               | 13              | 19              | 21              | 23              | 22              | 16              | 9               | 3               | 141             |
| ----------------------- | --------------- | --------------- | --------------- | --------------- | --------------- | --------------- | --------------- | --------------- | --------------- | --------------- | --------------- | --------------- | --------------- |
| Джерело: Weatherbase    |                 |                 |                 |                 |                 |                 |                 |                 |                 |                 |                 |                 |                 |

## Історія
Багато будинків міста були зруйновані під час громадянської війни 1990 року.
У 1994 році було вирішено утворити перехідний уряд, який складався з фракцій від всіх ворогуючих угруповань. Однак досягнутий такою працею мир виявився ламким, і вже наступною весною на вулицях міста знову почалася стрілянина. Місто перетворилося в арену для грабежів й убивств, а по переповнених таборах біженців прокотилася епідемія чуми, що забрала із собою тисячі життів.
1996 рік був відзначений черговим вибухом агресії, після чого служби іноземних послів змушені були покинути столицю.

## Населення
Чисельність населення міста, станом на 2008 рік, налічує 1 010 970 мешканців.

## Транспорт

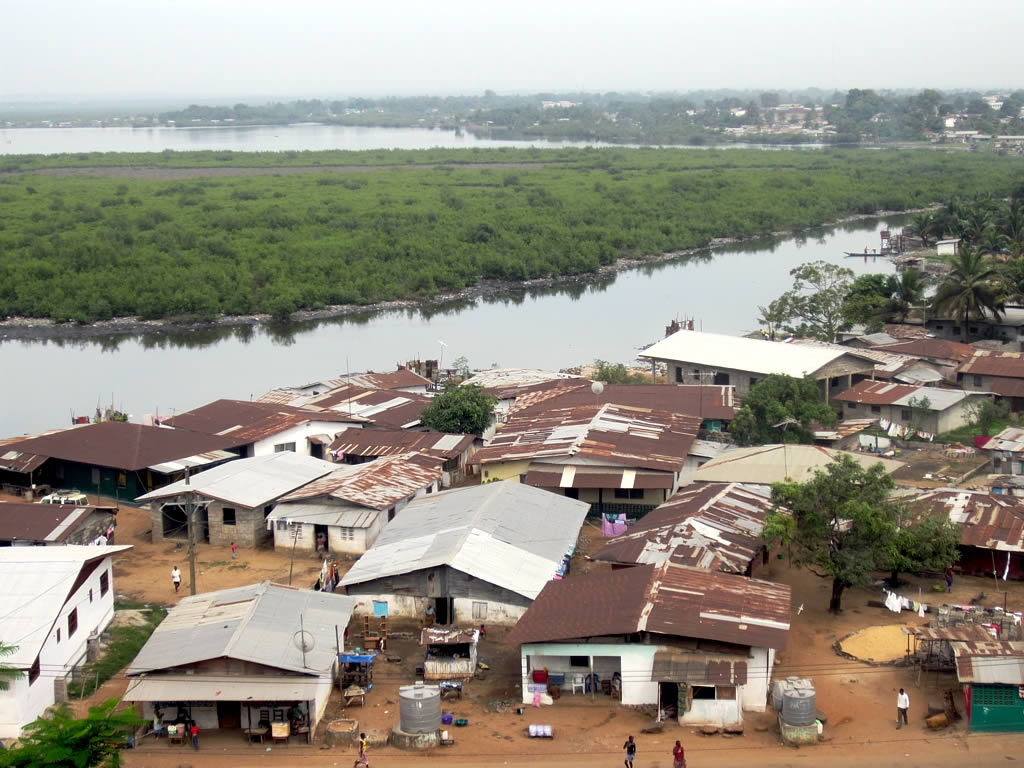
Помешкання уздовж річки Месурадо. Можна побачити викинуті пластикові пляшки віднесені на берег навпроти будівель.

Монровія — єдиний безмитний порт у Західній Африці. Він розташований у штучній бухті в гирлі річки Сент-Пол й оснащений сучасним портовим устаткуванням. Економічний добробут міста відбивається й на його архітектурі. Поруч із халупами виростають високі офісні будинки. Розвинено харчову, нафтохімічну, фармацевтичну, цементну галузі промисловості, рибальство. Місто отримує великий дохід від транзиту товарів у сусідні країни.
У 4 км від Монровії знаходиться Аеропорт Спріґс-Пейн, а в 60 км — Міжнародний аеропорт Робертса.

## Забруднення
Забруднення становить значну проблему в Монровії. Купи домашнього і промислового сміття в Монровії зростають і їх не завжди збирають санітарні компанії, яким за це платить Світовий Банк.
Повені створюють додаткові проблеми приносячи відходи з боліт, що часто межують з житловими зонами.
Станом на 2009, лише кожен третій в Монровії мав доступ до чистого туалету. Ті в кого такого доступу нема справляли потреби у вузьких проходах між їхніми будинками, на пляжах або в пластикові пакети, які вони викидали на сміттєви купи або в море.

## Музеї та пам'ятки
- Африканський музей при Каттінґтонському коледжі.
- Капітолій.
- Катедральний собор Монровії.
- Національний музей Ліберія.
- Ринок району Вотерсайд.

## Див. також

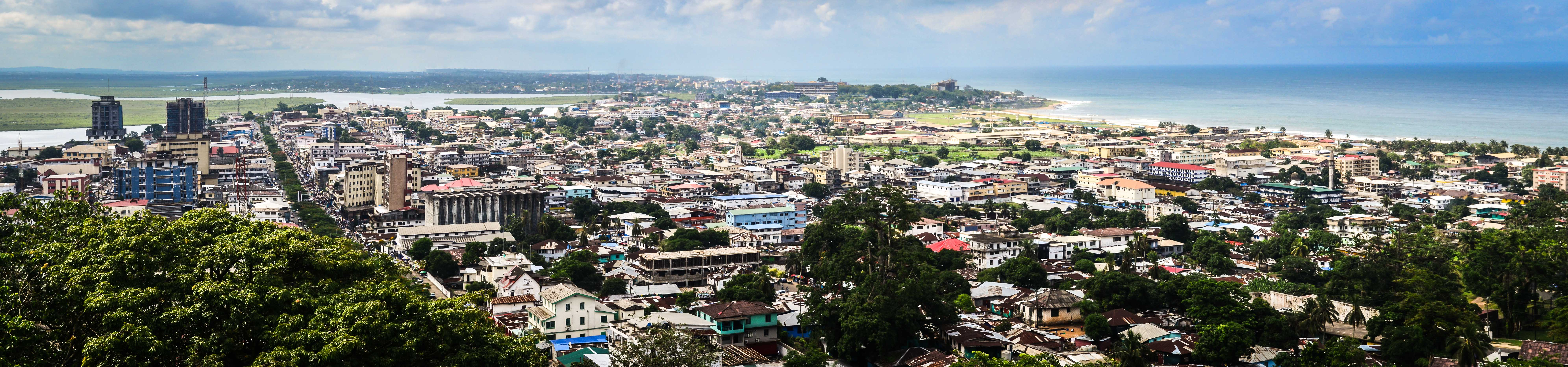